# توماس إي. بوركي
توماس إي. بوركي (بالإنجليزية: Thomas E. Bourke)‏ هو ضابط أمريكي، ولد في 5 مايو 1896 في ماريلند في الولايات المتحدة، وتوفي في 9 يناير 1978 في سانتا كلارا في الولايات المتحدة.